# 야노 아키히로
야노 아키히로(일본어: 矢野 燿大, 1968년 12월 6일 ~ )는 일본의 전 프로 야구 선수이자 야구 지도자, 야구 해설가·평론가이다. 오사카부 오사카시 히가시스미요시구(현: 히라노구) 출신이며 현역 시절 포지션은 포수, 외야수였다.
2010년에 한신에서 현역 생활을 은퇴한 후에는 아사히 방송·선 TV 야구 해설자와 스포츠 닛폰 오사카 본사에서 야구 평론가로 활동했다. 한편 2013년 11월부터는 일본 야구 국가대표팀의 배터리 코치를 지냈다. 2016년에 1군 작전 코치 겸 배터리 코치로 한신에 복귀했고 2018년에 2군 감독, 2019년부터 2022년까지 1군 감독을 맡았다.

## 인물

### 어린 시절과 프로 입단 이전
초등학교 2학년 때 현지의 소년 야구팀에 입단하여 야구를 시작했다. 처음에는 유격수였지만 팀의 포수가 부상을 입은 이후에는 포수를 맡았다. 오사카 시립 우리와리 중학교에 진학한 후에는 학교에 야구부가 없었던 이유로 농구부에 입단하여 농구를 하기도 했다. 중학교 졸업 후에는 오사카 시립 사쿠라노미야 고등학교에 진학하였고, 그 학교의 야구부에 입단했다. 이 시기에 닛폰 생명에서 일본 사회인 야구를 대표하는 선수가 되는 동급생인 도이 요시카즈와 배터리를 짜고 있었으며, 포수 이 외에도 모든 포지션을 맡으며 활동하였고, 그 후 팀의 주장을 맡았으며 고교 통산 3개 홈런을 기록했다.
도호쿠 복지대학에 진학한 후에는 1989년에 일본 대학 선수 대표로 발탁되어 제18회 미일 대학야구 선수권 대회의 선발 멤버로 참가했다.

### 주니치 드래건스 시절
대학을 졸업 후 1990년의 프로 야구 드래프트 회의에서 주니치 드래건스로부터 전체 2위 지명을 받으며, 주니치에 입단하였다. 프로 입단 후 오랫동안 나카무라 다케시의 대기 포수로 활동했고, 타격 실력을 살려 외야수로 출전하는 등 1996년에 요미우리 자이언츠가 리그 우승이 결정된 최종전에서는 1번 중견수로 출전해 주니치의 선수로서 나고야 구장 정규 경기의 마지막이 되는 홈런을 때려냈다. 같은 해 8월 11일에 열린 요미우리와의 경기에서는 노구치 시게키와 배터리를 짜며 노히트 노런을 달성했다.
1997년 시즌 종료 후 다이호 야스아키와 함께 세키카와 고이치, 구지 데루요시와의 맞트레이드로 한신 타이거스로 이적했다.

### 한신 타이거스 시절
한신 타이거스에서는 당시 한신의 감독인 요시다 요시오에게 높은 평가를 받으며, 야마다 가쓰히코를 밀어내고 주전 포수 자리를 차지하였다. 1998년 5월 26일에 열린 이전 소속팀인 주니치와의 경기에서 가와지리 데쓰로와 함께 두 번째 노히트 노런을 기록했고, 1999년에는 처음으로 3할 대의 타율을 기록했다. 2001년에 감독직을 사임한 노무라 가쓰야의 후임으로 주니치 소속 시절에 자신을 트레이드로 방출한 호시노 센이치가 한신의 차기 감독으로 취임하자 다시 중용되지 않고 방출될까봐 불안해 하며 실망감을 드러내기도 했다. 2002년에는 두 차례의 골절상을 입는 등 부상이 잦아지면서 팀도 야노의 전력 이탈과 함께 최하위(4위)를 기록했다.
2003년에는 대학 시절의 팀메이트이자 히로시마 도요 카프에서 이적해 온 가네모토 도모아키의 영향을 받아 강한 신체를 만들기 위해 체력을 단련하는 트레이닝에만 전념했다. 이 시기에는 경기 중에 마스크를 쓰면서 8번 타자인 후지모토 아쓰시와 함께 활약하며 "공포의 하위 타선(恐怖の下位打線)"이라고 불리기도 했다. 시즌 MVP의 자리는 이가와 게이에게 밀렸지만 팀 평균자책점은 센트럴 리그 1위인 3.53, 타격 부문에서도 타율 3할 2푼 8리를 기록하여 프로 입단 이후 처음으로 베스트 나인과 골든 글러브상을 동시에 수상했다. 당시 야노의 골든 글러브 수상은 일본 프로 야구 포수로서는 역대 최고령 수상 기록이었다. 같은 해 6월 17일에 열린 요코하마 베이스타스와의 경기에서는 야노의 타격 직후 1루 주자인 조지 아리어스가 약간 늦어질 정도의 출루를 했기 때문에 아리아스가 아웃되지 않고 돌아온 것보다 재빨리 3루에 착지하면서 보기 드문 끝내기 3루타를 기록했다.
2004년 야노는 36세 나이에 자신의 프로 선수 경력 처음으로 전 경기(138경기) 출전을 달성했다. 그러나 시즌 종반에는 패스트볼 등 경기 중 판단 착오가 눈에 띄었다. 또 쓰지 야스히코 이래 구단 역사상 두 번째가 되는 전 경기를 목표로 했지만 대타로서의 출전이 1경기가 있어 달성할 수 없었다. 이듬해인 2005년에는 삼진을 줄일 수 있도록 미야모토 신야를 참고하여 타격 폼을 개선하였다. 이후 개인 최다인 19홈런을 기록했고 도루 저지율도 개인 최고 성적을 남겼다. 본인으로서는 통산 두 번째의 베스트 나인과 골든 글러브상, 일본 시리즈 감투상을 연달아 석권했다. 같은 해 개인으로서 두 번째가 되는 자유 계약 선수(FA)권을 취득하였고, 시즌 오프 당시 FA권을 행사하면서 팀에 잔류했다. 2006년 시즌에는 17개의 홈런을 때려내 개인 통산 100홈런을 달성, 팀내 2위인 78타점을 기록했다는 활약을 이유로 높은 평가를 받아 2년 연속으로 통산 3번째의 베스트 나인에 선정되었다. 2007년에는 주에 1경기 정도로 노구치 도시히로나 가노 게이스케에게 선발 멤버 자리를 내주는 경우가 많아졌고, 센트럴·퍼시픽 교류전에서 오른쪽의 장딴지에 부상당하여 팀 1군 등록이 말소되었다. 타율 2할 3푼 6리, 6홈런을 기록하여 타격 부진에 시달릴 정도의 시즌을 그대로 마감했다. 같은 해 시즌 오프에는 일본 대표팀에 소집되어 베이징 올림픽 아시아 지역 예선에 참가하여 경기 종반에 "구원 포수'로 활약했다.

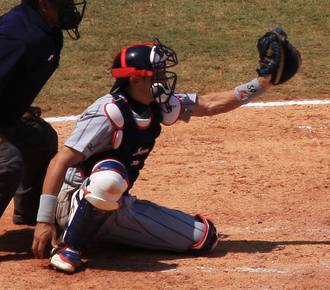
베이징 올림픽 대표팀 시절의 야노(2008년)

2008년 자신과 배터리로 활약하던 노구치가 이와타 미노루, 우에조노 게이지 등 젊은 선수들과 배터리를 짜면서 주로 안도 유야, 시모야나기 쓰요시, 후쿠하라 시노부 등과 배터리를 짜는 형태로 시즌을 시작했다. 선발 선수로 출전하지 않았던 경기에서는 종반에 대타로 출전해 그 후 구원 투수인 후지카와 규지와 함께 배터리를 짜는 형태로 경기에 기용되는 경우가 많아지면서 2년 만에 규정 타석을 채웠다. 여름에 후지카와, 아라이 다카히로와 함께 베이징 올림픽 본선에 참가하는 국가대표팀 선수로 발탁되었다. 이듬해인 2009년에는 전년도 시즌 종료 후에 수술한 오른쪽 팔꿈치의 회복이 예정보다 늦어졌기 때문에 개막 이후부터 2군에서의 조정이 계속되었다. 같은 해 7월에 1군으로 복귀한 이후에도 선발 멤버 출장은 안도나 시모야나기가 선발로 등판하는 경기에만 한정되었다. 8월 16일에는 41세인 시모야나기와 함께 배터리를 짜며 프로 야구 역대 최초의 40대 배터리로서의 승리를 달성했지만 시즌 종반에는 오른쪽 발목의 골절상을 입어 다시 팀 전력에서 이탈하는 등 30경기에 출전에만 그쳤다. 타격에서는 100타석 미만이면서 타율 3할, 득점권 타율 4할대를 기록했다. 오프에는 심기 일전의 의미를 담아 등록명을 이름의 한자를 "輝弘"에서 "燿大"로 변경했다.
2010년에는 조지마 겐지의 입단으로 인해 8경기 출전에 그쳤고, 6월에는 오른쪽 팔꿈치의 부상으로 1군 등록이 말소되었다. 이 부상이 빠른 회복의 기미가 보이지 않아 9월 2일에 현역 은퇴를 표명하겠다는 구단에게 입장을 전달하여 구단 측은 이를 받아들였다. 9월 25일 주니치와의 2군 최종전이 은퇴 경기가 되면서 동기인 시모야나기와 배터리를 짜며 1회를 무실점으로 막아 경기를 마무리 지었다. 경기 직후 은퇴식을 가지면서 한신과 옛 친정팀이었던 주니치와 함께 양팀 선수들로부터 헹가래를 받았다. 이때 야노는 “행복한 야구 인생을 보낼 수 있었다”라고 말하며 20년의 현역 생활을 되돌아 보기도 했다. 9월 30일에는 요코하마전 종료 직후의 한신 고시엔 구장에서도 은퇴식을 가졌다.

### 은퇴 이후의 삶
은퇴 후인 2010년 11월에는 스포츠 닛폰 오사카 지사 전속 야구 평론가로 발탁되었고 2011년 1월부터는 아사히 방송과 선 TV의 야구 해설위원으로 활동했고 2015년에 프리미어 12 일본 국가대표팀 코치로 활동했고 2016년부터는 친정팀 한신 타이거즈에서 배터리 코치로 활약후에 2018년에 2군 감독으로 선임되었다가 2018년 10월 가네모토 도모아키(김지헌) 감독이 성적부진으로 사임을 하고 2019 시즌을 앞두고 1군 감독으로 승격해 2019시즌부터 한신의 지휘봉을 잡고 있다.

## 상세 정보

### 출신 학교
- 오사카 시립 사쿠라노미야 고등학교
- 도호쿠 복지대학

### 선수 경력
- 주니치 드래건스(1991년 ~ 1997년)
- 한신 타이거스(1998년 ~ 2010년)

국가 대표 경력
- 베이징 올림픽 일본 국가대표(2008년)

### 지도자 경력
- 한신 타이거스 1군 베터리 코치(2016년 ~ 2017년)
- 한신 타이거스 2군 감독(2018년)
- 한신 타이거스 감독(2019년 ~ 2022년)

### 수상·타이틀 경력
- 베스트 나인 : 3회(2003년, 2005년, 2006년)
- 골든 글러브상 : 2회(2003년, 2005년)
- 일본 시리즈 감투상 : 1회(2005년)
- 최우수 배터리상 : 2회(2003년, 2005년)[2]
- 우수 JCB·MEP상 : 1회(2003년)
- 야나세·한신 타이거스 MVP상 : 1회(2003년)[3]
- 산스포 MVP 대상 : 1회(2003년)[4]
- 베스트 파더 in 간사이(2007년)
- 골든 스피릿상 : 1회(2021년)

### 개인 기록

#### 첫 기록
- 첫 출장 : 1991년 8월 3일, 대 한신 타이거스 19차전(나고야 구장), 7회초에 나카무라 다케시를 대신해서 포수로 출장
- 첫 타석·첫 삼진 : 상동, 7회말에 나카다 요시히로로부터
- 첫 안타·첫 홈런·첫 타점 : 1991년 8월 26일, 대 한신 타이거스 23차전(한신 고시엔 구장), 9회초에 야마모토 마사히로의 대타로 출장, 노다 고지로부터 좌월 2점 홈런
- 첫 선발 출장 : 1991년 9월 18일, 대 한신 타이거스 24차전(한신 고시엔 구장), 8번·포수로 선발 출장

#### 기록 달성 경력
- 통산 1000경기 출장 : 2004년 4월 4일, 대 요미우리 자이언츠 3차전(도쿄 돔), 8번·포수로 선발 출장 ※역대 390번째
- 통산 1000안타 : 2005년 9월 15일, 대 요미우리 자이언츠 20차전(도쿄 돔), 7회초에 사카이 준야로부터 우월 솔로 홈런 ※역대 238번째
- 통산 100홈런 : 2006년 10월 4일, 대 도쿄 야쿠르트 스왈로스 21차전(메이지 진구 야구장), 2회초에 이시이 가즈히사로부터 좌월 3점 홈런 ※역대 247번째
- 통산 1500경기 출장 : 2007년 9월 16일, 대 주니치 드래건스 22차전(한신 고시엔 구장), 7번·포수로 선발 출장 ※역대 155번째
- 통산 1000삼진 : 2008년 5월 23일, 대 후쿠오카 소프트뱅크 호크스 1차전(후쿠오카 Yahoo! JAPAN 돔), 2회초에 오토나리 겐지로부터 ※역대 41번째

#### 기타
- 올스타전 출장 : 7회(1999년, 2002년 ~ 2006년, 2008년)
- 통산 끝내기 안타 : 10개(한신 타이거스 구단 타이 기록)

### 등번호
- 2(1991년 ~ 1995년)
- 38(1996년 ~ 1997년)
- 39(1998년 ~ 2010년)
- 88(2016년 ~ 2022년)

### 등록명
- 矢野 輝弘(やの あきひろ 야노 아키히로[*], 1991년 ~ 2009년)
- 矢野 燿大(やの あきひろ 야노 아키히로[*], 2010년 ~ )

### 연도별 타격 성적
| 연 도       | 소 속       | 경 기 | 타 석 | 타 수 | 득 점 | 안 타 | 2 루 타 | 3 루 타 | 홈 런 | 루 타 | 타 점 | 도 루 | 도 루 자 | 희 생 번 | 희 생 플 | 볼 넷 | 고 4 | 사 구 | 삼 진 | 병 살 타 | 타 율 | 출 루 율 | 장 타 율 | O P S |
| ----------- | ----------- | ----- | ----- | ----- | ----- | ----- | ------- | ------- | ----- | ----- | ----- | ----- | -------- | -------- | -------- | ----- | ---- | ----- | ----- | -------- | ----- | -------- | -------- | ----- |
| 1991년      | 주니치      | 22    | 30    | 27    | 2     | 3     | 0       | 0       | 1     | 6     | 4     | 0     | 0        | 1        | 0        | 2     | 0    | 0     | 15    | 0        | .111  | .172     | .222     | .395  |
| 1992년      | 주니치      | 72    | 118   | 108   | 10    | 28    | 6       | 0       | 0     | 34    | 8     | 0     | 1        | 0        | 1        | 8     | 0    | 1     | 20    | 3        | .259  | .314     | .315     | .628  |
| 1993년      | 주니치      | 24    | 39    | 31    | 5     | 10    | 0       | 0       | 1     | 13    | 3     | 0     | 0        | 1        | 0        | 6     | 2    | 1     | 4     | 1        | .323  | .447     | .419     | .867  |
| 1994년      | 주니치      | 35    | 53    | 46    | 5     | 10    | 2       | 0       | 1     | 15    | 2     | 0     | 1        | 3        | 0        | 3     | 1    | 1     | 9     | 2        | .217  | .280     | .326     | .606  |
| 1995년      | 주니치      | 57    | 123   | 115   | 14    | 28    | 2       | 2       | 1     | 37    | 5     | 1     | 0        | 0        | 0        | 7     | 1    | 1     | 31    | 5        | .243  | .293     | .322     | .614  |
| 1996년      | 주니치      | 56    | 124   | 104   | 26    | 36    | 3       | 0       | 7     | 60    | 19    | 1     | 0        | 2        | 2        | 13    | 0    | 3     | 16    | 2        | .346  | .426     | .577     | 1.003 |
| 1997년      | 주니치      | 83    | 244   | 214   | 24    | 54    | 8       | 0       | 3     | 71    | 19    | 1     | 0        | 5        | 0        | 22    | 1    | 3     | 32    | 3        | .252  | .331     | .332     | .662  |
| 1998년      | 한신        | 110   | 340   | 285   | 27    | 60    | 18      | 0       | 3     | 87    | 20    | 1     | 2        | 24       | 0        | 27    | 3    | 4     | 63    | 9        | .211  | .288     | .305     | .593  |
| 1999년      | 한신        | 113   | 418   | 369   | 39    | 112   | 13      | 2       | 3     | 138   | 27    | 5     | 2        | 6        | 2        | 36    | 2    | 5     | 74    | 14       | .304  | .371     | .374     | .745  |
| 2000년      | 한신        | 114   | 428   | 376   | 41    | 101   | 12      | 1       | 5     | 130   | 26    | 1     | 2        | 9        | 4        | 35    | 4    | 4     | 87    | 9        | .269  | .334     | .346     | .680  |
| 2001년      | 한신        | 119   | 364   | 327   | 26    | 79    | 10      | 1       | 8     | 115   | 30    | 1     | 1        | 5        | 3        | 28    | 0    | 1     | 72    | 10       | .242  | .301     | .352     | .653  |
| 2002년      | 한신        | 66    | 253   | 221   | 31    | 71    | 18      | 2       | 6     | 111   | 27    | 1     | 1        | 5        | 0        | 24    | 4    | 3     | 51    | 6        | .321  | .395     | .502     | .897  |
| 2003년      | 한신        | 126   | 484   | 433   | 65    | 142   | 25      | 5       | 14    | 219   | 79    | 1     | 0        | 4        | 1        | 38    | 6    | 8     | 84    | 8        | .328  | .392     | .506     | .897  |
| 2004년      | 한신        | 138   | 551   | 502   | 38    | 143   | 23      | 3       | 11    | 205   | 65    | 1     | 3        | 4        | 3        | 35    | 7    | 7     | 110   | 19       | .285  | .338     | .408     | .747  |
| 2005년      | 한신        | 138   | 550   | 499   | 53    | 135   | 26      | 0       | 19    | 218   | 71    | 1     | 1        | 9        | 2        | 32    | 1    | 8     | 113   | 12       | .271  | .323     | .437     | .760  |
| 2006년      | 한신        | 133   | 501   | 453   | 42    | 124   | 20      | 3       | 17    | 201   | 78    | 0     | 0        | 8        | 5        | 32    | 1    | 3     | 94    | 12       | .274  | .323     | .444     | .766  |
| 2007년      | 한신        | 106   | 401   | 356   | 25    | 84    | 14      | 1       | 6     | 118   | 42    | 0     | 0        | 7        | 1        | 34    | 0    | 3     | 92    | 9        | .236  | .307     | .331     | .639  |
| 2008년      | 한신        | 119   | 404   | 371   | 20    | 102   | 17      | 1       | 4     | 133   | 36    | 0     | 1        | 10       | 5        | 16    | 1    | 2     | 100   | 13       | .275  | .305     | .358     | .663  |
| 2009년      | 한신        | 30    | 83    | 75    | 9     | 23    | 1       | 1       | 2     | 32    | 8     | 1     | 0        | 0        | 0        | 8     | 1    | 0     | 17    | 1        | .307  | .373     | .427     | .800  |
| 2010년      | 한신        | 8     | 9     | 9     | 1     | 2     | 0       | 0       | 0     | 2     | 1     | 0     | 0        | 0        | 0        | 0     | 0    | 0     | 5     | 0        | .222  | .222     | .222     | .444  |
| 통산 : 20년 | 통산 : 20년 | 1669  | 5517  | 4921  | 503   | 1347  | 218     | 22      | 112   | 1945  | 570   | 16    | 15       | 103      | 29       | 406   | 35   | 58    | 1089  | 138      | .274  | .335     | .395     | .730  |

- 굵은 글씨는 시즌 최고 성적.

### 연도별 수비 성적
| 연도 | 소속   | 포수  | 포수  | 포수  | 포수  | 포수  | 포수  | 포수     | 포수      | 포수      | 포수     | 포수     | 외야  | 외야  | 외야  | 외야  | 외야  | 외야     |
| 연도 | 소속   | 경 기 | 척 살 | 보 살 | 실 책 | 병 살 | 포 일 | 수 비 율 | 도루 시도 | 도루 허용 | 도 루 자 | 저 지 율 | 경 기 | 척 살 | 보 살 | 실 책 | 병 살 | 수 비 율 |
| ---- | ------ | ----- | ----- | ----- | ----- | ----- | ----- | -------- | --------- | --------- | -------- | -------- | ----- | ----- | ----- | ----- | ----- | -------- |
| 1991 | 주니치 | 14    | 34    | 3     | 0     | 0     | 2     | 1.000    | 3         | 0         | 3        | 1.000    | -     | -     | -     | -     | -     | -        |
| 1992 | 주니치 | 65    | 210   | 16    | 2     | 2     | 2     | .991     | 22        | 18        | 4        | .182     | -     | -     | -     | -     | -     | -        |
| 1993 | 주니치 | 21    | 56    | 7     | 0     | 1     | 3     | 1.000    | 8         | 5         | 3        | .375     | 1     | 0     | 0     | 0     | 0     | ----     |
| 1994 | 주니치 | 26    | 76    | 7     | 0     | 1     | 1     | 1.000    | 8         | 5         | 3        | .375     | -     | -     | -     | -     | -     | -        |
| 1995 | 주니치 | 41    | 191   | 21    | 1     | 3     | 0     | .995     | 16        | 10        | 6        | .375     | -     | -     | -     | -     | -     | -        |
| 1996 | 주니치 | 38    | 157   | 13    | 1     | 0     | 3     | .994     | 13        | 9         | 4        | .308     | 12    | 14    | 1     | 1     | 0     | .938     |
| 1997 | 주니치 | 60    | 307   | 28    | 2     | 3     | 4     | .994     | 41        | 34        | 7        | .171     | 22    | 34    | 0     | 0     | 0     | 1.000    |
| 1998 | 한신   | 109   | 521   | 49    | 2     | 8     | 7     | .997     | 80        | 54        | 26       | .325     | -     | -     | -     | -     | -     | -        |
| 1999 | 한신   | 111   | 693   | 52    | 5     | 8     | 6     | .993     | 79        | 53        | 26       | .329     | -     | -     | -     | -     | -     | -        |
| 2000 | 한신   | 113   | 752   | 62    | 6     | 9     | 6     | .993     | 69        | 45        | 24       | .348     | -     | -     | -     | -     | -     | -        |
| 2001 | 한신   | 108   | 556   | 72    | 3     | 14    | 2     | .995     | 81        | 49        | 32       | .395     | 4     | 4     | 0     | 0     | 0     | 1.000    |
| 2002 | 한신   | 66    | 528   | 30    | 1     | 7     | 4     | .998     | 31        | 19        | 12       | .387     | -     | -     | -     | -     | -     | -        |
| 2003 | 한신   | 123   | 932   | 66    | 2     | 11    | 14    | .998     | 100       | 65        | 35       | .350     | -     | -     | -     | -     | -     | -        |
| 2004 | 한신   | 137   | 1126  | 56    | 3     | 16    | 5     | .997     | 87        | 57        | 30       | .345     | -     | -     | -     | -     | -     | -        |
| 2005 | 한신   | 138   | 1130  | 76    | 3     | 11    | 8     | .998     | 76        | 43        | 33       | .434     | -     | -     | -     | -     | -     | -        |
| 2006 | 한신   | 132   | 1001  | 75    | 6     | 7     | 5     | .994     | 67        | 39        | 28       | .418     | -     | -     | -     | -     | -     | -        |
| 2007 | 한신   | 101   | 720   | 56    | 3     | 8     | 3     | .996     | 67        | 47        | 20       | .299     | -     | -     | -     | -     | -     | -        |
| 2008 | 한신   | 116   | 748   | 63    | 2     | 7     | 4     | .998     | 71        | 45        | 26       | .366     | -     | -     | -     | -     | -     | -        |
| 2009 | 한신   | 26    | 144   | 14    | 2     | 1     | 0     | .988     | 18        | 13        | 5        | .278     | -     | -     | -     | -     | -     | -        |
| 2010 | 한신   | 1     | 0     | 0     | 0     | 0     | 0     | .---     | 0         | 0         | 0        | .---     | -     | -     | -     | -     | -     | -        |
| 통산 | 통산   | 1546  | 9882  | 766   | 44    | 117   | 79    | .996     | 937       | 610       | 327      | .349     | 39    | 52    | 1     | 1     | 0     | .981     |

- 연도에서 굵은 글씨는 골든 글러브상 수상 연도.

### 연도별 감독 성적

#### 정규 시즌
| 연도       | 소속       | 순위       | 경기 | 승리 | 패전 | 무승부 | 승률 | 승차         | 팀 홈런      | 팀 타율      | 팀 평균자책점 | 연령         |
| ---------- | ---------- | ---------- | ---- | ---- | ---- | ------ | ---- | ------------ | ------------ | ------------ | ------------- | ------------ |
| 2019년     | 한신       | 3위        | 143  | 69   | 68   | 6      | .504 | 6.0          | 94           | .251         | 3.46          | 51세         |
| 2020년     | 한신       | 2위        | 120  | 60   | 53   | 7      | .531 | 7.5          | 110          | .246         | 3.35          | 52세         |
| 2021년     | 한신       | 2위        | 143  | 77   | 56   | 10     | .579 | 0.0          | 121          | .247         | 3.30          | 53세         |
| 2022년     | 한신       | 3위        | 143  | 68   | 71   | 4      | .489 | 12.0         | 84           | .243         | 2.67          | 54세         |
| 통산 : 4년 | 통산 : 4년 | 통산 : 4년 | 549  | 274  | 248  | 27     | .525 | A클래스: 4회 | A클래스: 4회 | A클래스: 4회 | A클래스: 4회  | A클래스: 4회 |